# Liste des seigneurs de Possesse

Les seigneurs de Possesse sont des seigneurs féodaux, originaires du comté de Champagne dans le royaume de France.

## Origines
Les origines de la première famille de Possesse ne sont pas connues mais elle est fort ancienne et certains historiens du XIXe siècle semblent penser qu'elle serait en relation avec celle de Dampierre-en Astenois, même s'il y a plusieurs confusions avec celle Dampierre de l'Aube, également champenoise, mais plus éloignée,,.
Vers le  milieu du XIIe siècle, la lignée par les mâles de cette famille s'arrête et la seigneurie passe alors à la famille de Garlande, originaire d'Île de France et dont plusieurs membres ont occupé des postes importants auprès du roi,

## Généalogie

### Première famille de Possesse
- Guy Ier de Possesse († en 1097), premier seigneur connu de Possesse et peut-être aussi de Tournan[6]. Il prend part à la première croisade lors de laquelle il meurt durant le siège de Nicée en 1197[7],[8], probablement de maladie[9]. Il épouse Hedwige de Dammartin, fille de Hugues de Dammartin, comte de Dammartin, et de Rohaise de Clare, avec qui il a au moins un enfant :
  - Guy II de Possesse, seigneur de Possesse, qui suit[10].

- Guy II de Possesse († avant 1126[11]), seigneur de Possesse et de Tournan. Il figure comme témoin dans la charte de fondation de l'abbaye de Cheminon en 1110[12]. Il épouse une femme prénommé Marguerite, dame de Tournan, dont la famille d'origine est inconnue, avec qui il a plusieurs enfants[13] :
  - Manassès de Possesse, seigneur de Possesse et de Tournan, qui suit ;
  - peut-être Adam de Possesse, dit Saisit († après 1170), chevalier, probablement père d'un autre Adam de Possesse[1],[12] ;
  - peut-être Viart de Possesse, cité comme frère d'Adam de Possesse dans une charte de 1149 en faveur de l'abbaye de Monthiers-en-Argonne[12].

- Manassès de Possesse († vers 1140), seigneur de Possesse et de Tournan. Il épouse Béatrice de Crécy, fille de Gui Ier de Rochefort, dit le Rouge, comte de Rochefort, et de sa seconde épouse Élisabeth de Crécy, avec qui il a au moins quatre enfants[14] :
  - Guy III de Possesse, seigneur de Possesse et de Tournan, qui suit ;
  - Jean de Possesse, seigneur de Possesse et de Tournan, qui suit après son frère ;
  - Hugues de Possesse, seigneur de Possesse et de Tournan, qui suit après ses frères ,
  - Eustachie de Possesse († dès 1166), qui épouse épouse Gilbert de Garlande, seigneur de La Houssaye, bouteiller de France, fils cadet de Guillaume Ier de Garlande, seigneur de Garlande, et de son épouse Havise, avec qui elle a plusieurs enfants :
    - Guy Ier de Garlande, seigneur de Possesse, Tournan et La Houssaye, qui suit plus loin ;
    - peut-être Manassès de Garlande, évêque d'Orléans de 1146 à 1185[4],[5] ;
    - Hadvide de Garlande, morte avant 1146.

- Guy III de Possesse († vers 1162), seigneur de Possesse et de Tournan après son père. Il meurt sans union ni postérité vers 1162[14].

- Jean de Possesse († vers 1192), seigneur de Possesse et de Tournan après son frère, où il fonde un hôpital. Sans épouse et sans héritier, il abdique vers 1165 pour devenir moine à l'abbaye de Clairvaux, où il demeure pendant plus de vingt-six ans et obtient la charge de cellérier[15].

- Hugues de Possesse († vers 1166), seigneur de Possesse et de Tournan après ses frères. Il fait le pèlerinage à Jérusalem avant 1665 lors duquel il trouve probablement la mort. Il est également possible qu'il ne soit pas arrivé en terre sainte mais se soit installé en Calabre[16]. Il n'a probablement pas contracté d'union ni eu de postérité[17].

### Famille de Garlande

Blason de la famille de Garlande.

- Guy Ier de Garlande († après 1186), seigneur de La Houssaye après son père. En 1166, Guy avec son fils Anseau réclament au comte de Champagne Henri Ier la possession de Possesse et de Tournan au nom de sa défunte mère, le frère de cette dernière, Hugues de Possesse, étant alors en pèlerinage en terre sainte, en laissant la garde de ses terres au comte, et dont il n'est pas revenu. Le comte somme alors Hugues de revenir sous une année et si celui-ci n'obtempère pas, il mettrait alors Guy en possession de Possesse. Le sort de Hugues est inconnu, mais Guy devient par la suite seigneur de Possesse et de Tournan[18]. Il épouse une femme prénommée Agnès, peut-être de la famille des vidames de Châlons, avec qui il a plusieurs enfants :
  - Anseau Ier de Garlande, qui suit ;
  - Guy II de Garlande, dit le Jeune, seigneur de La Houssaye. Il épouse une femme prénommée Hélissende, avec il a plusieurs enfants :
    - Guy III de Garlande († vers 1223), seigneur de La Houssaye. Il épouse une femme prénommée Agnès, d'où postérité.
    - d'autres enfants dont les noms sont inconnus.

  - Payen de Garlande, cité dans une charte de 1150 ;
  - Manassès de Garlande, qui participe à la troisième croisade, tige des Garlande de Laines-aux-Bois ;
  - Hugues de Garlande, doyen puis évêque d’Orléans de 1198 jusqu'à sa mort en 1206.

- Anseau Ier de Garlande († entre 1186 et 1192), seigneur de Possesse et de Tournan. Il épouse une femme prénommée Rancie, avec qui il a cinq enfants :
  - Anseau II de Garlande, qui suit ;
  - Agnès de Garlande, qui épouse Aubert d’Andresel, d'où postérité ;
  - Eve de Garlande, qui épouse Anseau II de L’Isle-Adam, d'où postérité ;
  - Guillaume de Garlande, cité dans une charte de 1193 ;
  - Hugues de Garlande, archidiacre de Vendôme.

- Anseau II de Garlande († entre 1197 et 1201), seigneur de Possesse et de Tournan. Il épouse une femme prénommée Sophie, peut-être de la famille d'Aspremont, veuve de Louis III, comte de Chiny, avec qui il a trois enfants :
  - Anseau III de Garlande, qui suit ;
  - Jean de Garlande, qui épouse une femme prénommée Héloïse. Mort vers 1232.
  - une fille qui épouse Gautier II, seigneur de Vignory, mais cette union serait sans postérité.

- Anseau III de Garlande († vers 1249), seigneur de Possesse et de Tournan. Il épouse une femme prénommée Alix, peut-être de la famille de Rumigny, avec qui il a trois enfants :
  - Anseau IV de Garlande, qui suit ;
  - Jean de Garlande († avant 1287), qui épouse Marie de Roucy, fille de Jean II de Pierrepont, comte de Roucy, et de sa troisième épouse Marie de Dammartin, avec qui il a trois enfants :
    - Anseau V de Garlande, qui suit plus loin ;
    - Jean de Garlande, qui suit plus loin après son frère ;
    - Alix de Garlande, qui épouse successivement Aubert, seigneur de Narcy, puis secondes noces Dreux de Roye, seigneur de Germigny puis enfin Roricon, seigneur de Hangest.

  - Alix de Garlande, qui épouse Adam de Villebéon, d'où postérité.

- Anseau IV de Garlande († en 1287), seigneur de Possesse et de Tournan. Il épouse Hawise de Montmorency, fille de Bouchard VI, seigneur de Montmorency, et de son épouse Isabelle de Laval, mais ils n'ont pas d'enfant.

- Anseau V de Garlande († vers 1292), seigneur de Possesse et de Tournan. Il épouse une femme prénommée Ide, mais ils n'ont pas d'enfant.

- Jean de Garlande († après 1336), seigneur de Possesse et de Tournan. Il épouse une femme prénommée Agnès, peut-être de la famille de Perrigny, avec qui il a au moins un enfant :
  - Anseau VI de Garlande, qui suit.

- Anseau VI de Garlande († vers 1364), seigneur de Possesse et de Tournan. Probablement mort sans union ni postérité.